# Chris Bangle
Christopher « Chris » Edward Bangle est un designer automobile, né le 4 octobre 1956 à Ravenna en Ohio (U.S.A). Il est principalement connu pour ses œuvres controversées au sein du groupe BMW, où il était chef du design au sein des marques BMW, Mini et Rolls-Royce.

## Enfance
Chris Edward Bangle est né le 4 octobre 1956 à Ravenna en Ohio aux États-Unis. Dès lors, il habite et grandit auprès de ses parents et de ses 3 sœurs aînées à Wasau dans le Wisconsin. C’est son père Edward, amateur de belles mécaniques, qui lui transmet la passion de l’automobile.

## Parcours
Après avoir entamé des études en psycho-philosophie, il décide de poser une candidature en 1976 à la très réputée école de design Art Center College of Design de Pasadena en Californie où il est accepté grâce à ses travaux (surtout des bandes dessinées). Il côtoie John Mays, Mark Jordan, Dave Robb ainsi que Ed Golden qui est son tuteur.
En 1981, diplôme en poche, le patron du design du Groupe General Motors, Chuck Jordan, lui offre un poste au sein de la marque Opel (échappant de peu à une carrière dans les effets spéciaux chez Disney). Il y mène à bien des projets tels que les Opel Tech1, Corsa Spyder et Junior. Les intérieurs des Opel Vectra et Senator de la même époque sont également réalisés par lui. C’est en 1986 qu’il claque la porte après quelques mésententes avec le nouveau designer en chef d’Opel, Wayne Cherry.

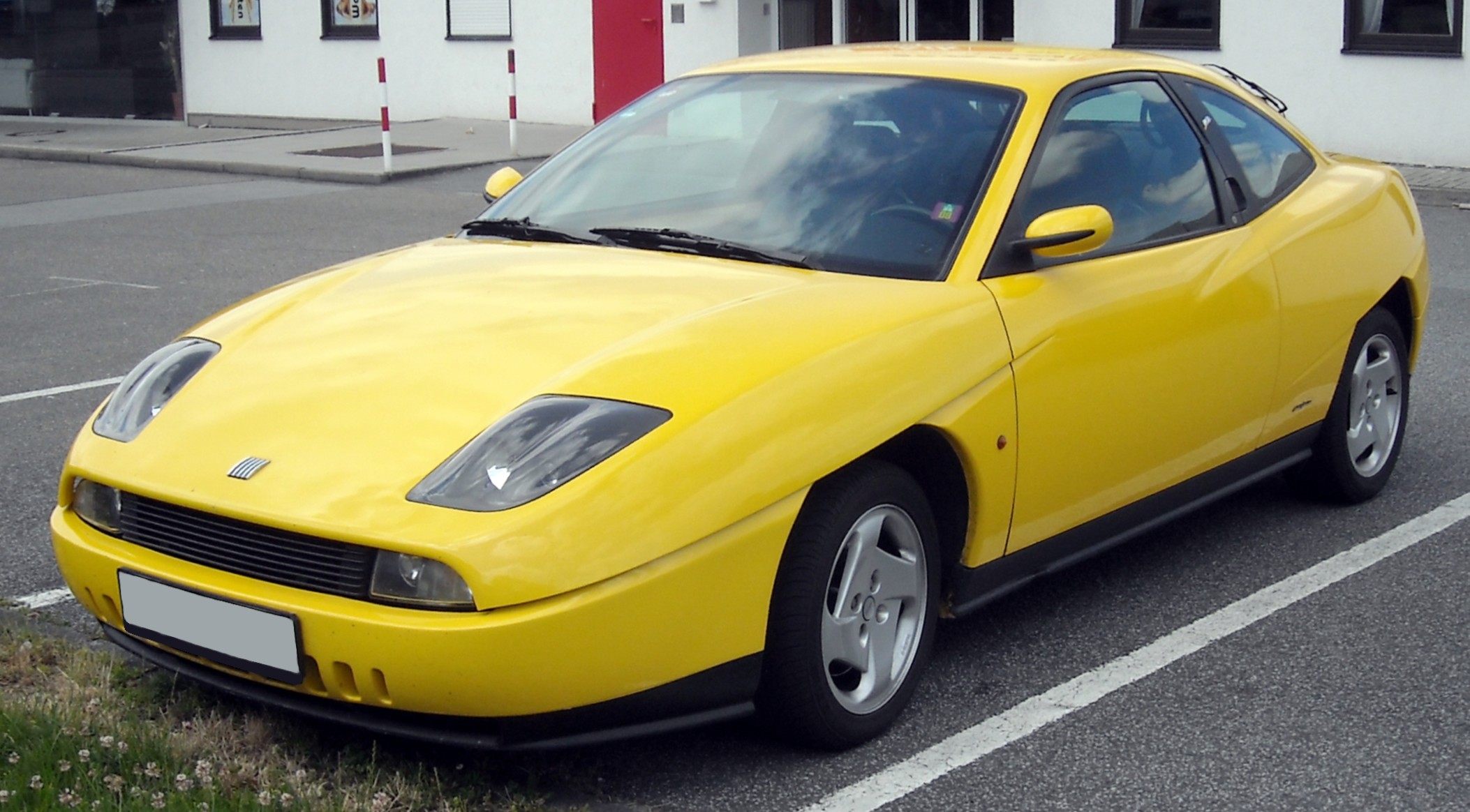
Fiat Coupé, dessiné par Chris Bangle

Dans la foulée, il est employé par la marque Fiat à Turin. L’année 1986 est marquante pour lui avec son mariage et son changement de carrière. Occupant un poste de designer extérieur, il concurrence les grands noms qui faisaient la loi au sein de Fiat tels que Pininfarina, Bertone ou Giugiaro. Ainsi les Fiat 1993, Barchetta, Bravo, Brava et Coupé sont issues de son travail. Après 6 ans, il est appelé par BMW en 1992 afin de prendre la tête du design au sein de la marque BMW.

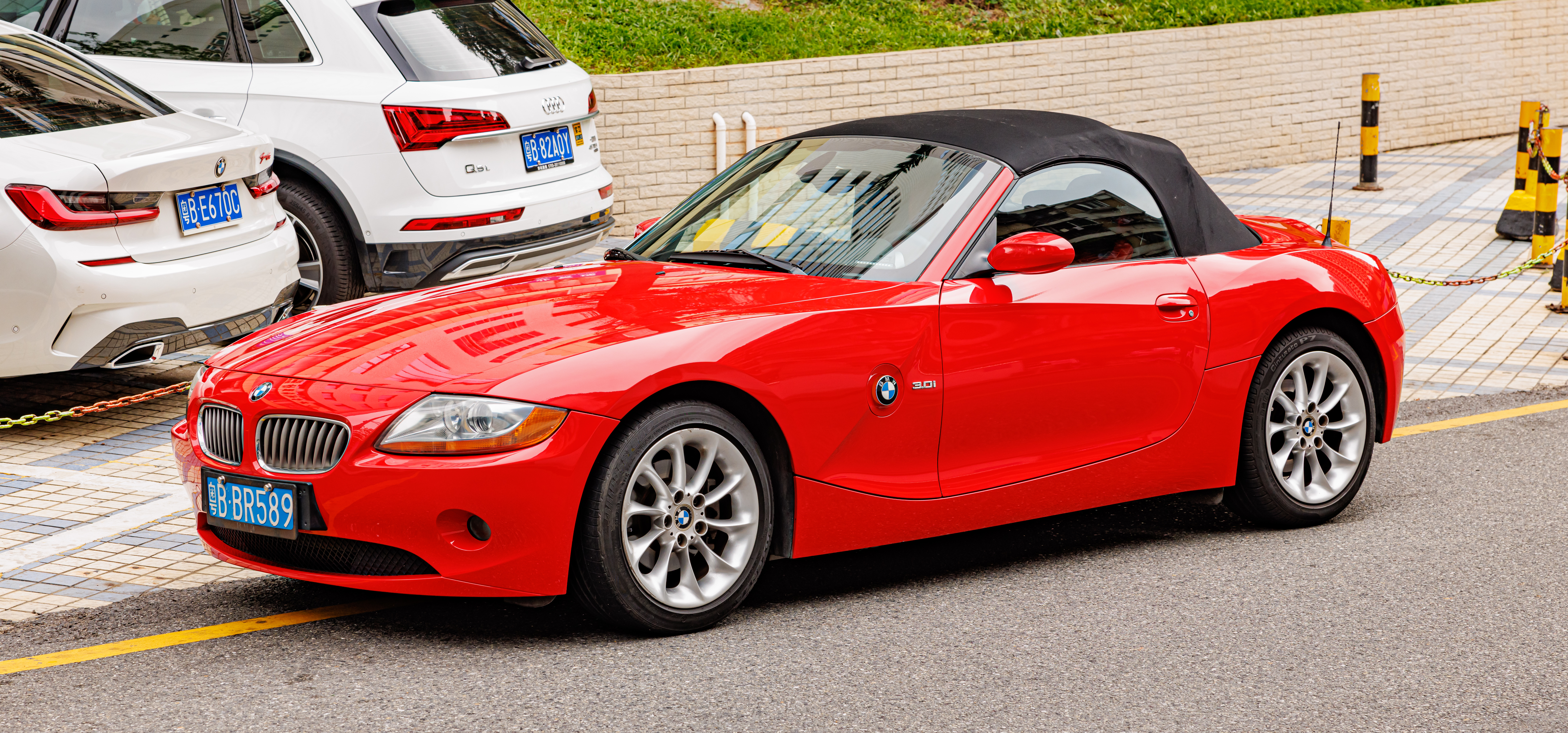
Première Z4, dessiné par Bangle.

Arrivé depuis peu, il supervise la sortie de la série 3 (E36) ainsi que du Z8. La griffe « Bangle » appelée « flame surfacing » est surtout visible sur le X5 et le Z3 qui représentent le début de l’ère de Chris Bangle. La direction de BMW lui demandant de révolutionner le style BMW pour pouvoir concurrencer Audi et Mercedes, il s’attaque directement au vaisseau amiral de la marque, la série 7. Ayant un style osé et novateur pour l’époque, elle ne trouve pas son public auprès des puristes de la marque. Mais ce semi-échec commercial ne l’empêche pas de faire de sa manière de voir l’automobile une vraie success story au sein de BMW. Il signe ainsi les Z4, séries 3, 5 et 6. BMW développant son groupe, Bangle est nommé chef du design du groupe, supervisant les marques BMW, Mini et Rolls-Royce.
En 2009, il met fin à son partenariat avec BMW pour donner « un nouveau tournant à sa carrière » d'après ses termes. Pour partir sur un dernier coup de crayon, il présente le 10 février 2009 le concept-car Gina lors du Festival Automobile International. À cette occasion il passe le relais à Adrian van Hooydonk.
Il travaille ensuite pour son propre cabinet appelé Chris Bangle Associates, basé à Clavesana en Italie. En 2012, Chris Bangle est embauché par Samsung.